# آلان استیل
آلان استیل (انگلیسی: Alan Steel؛ ۷ سپتامبر ۱۹۳۵ – ۵ سپتامبر ۲۰۱۵) یک هنرپیشه اهل ایتالیا بود.
از فیلم‌ها یا برنامه‌های تلویزیونی که وی در آن نقش داشته است می‌توان به عهد عتیق، سامسون اشاره کرد.